# Теорема Богомолова о разложении
Теорема Богомолова о разложении описывает структуру кэлеровых многообразий с тривиальным каноническим расслоением (или, более общо, имеющих вещественный первый класс Черна канонического расслоения равным нулю). Справку о многообразиях такого типа можно найти в статье «Многообразие Калаби — Яу».

## Формулировка

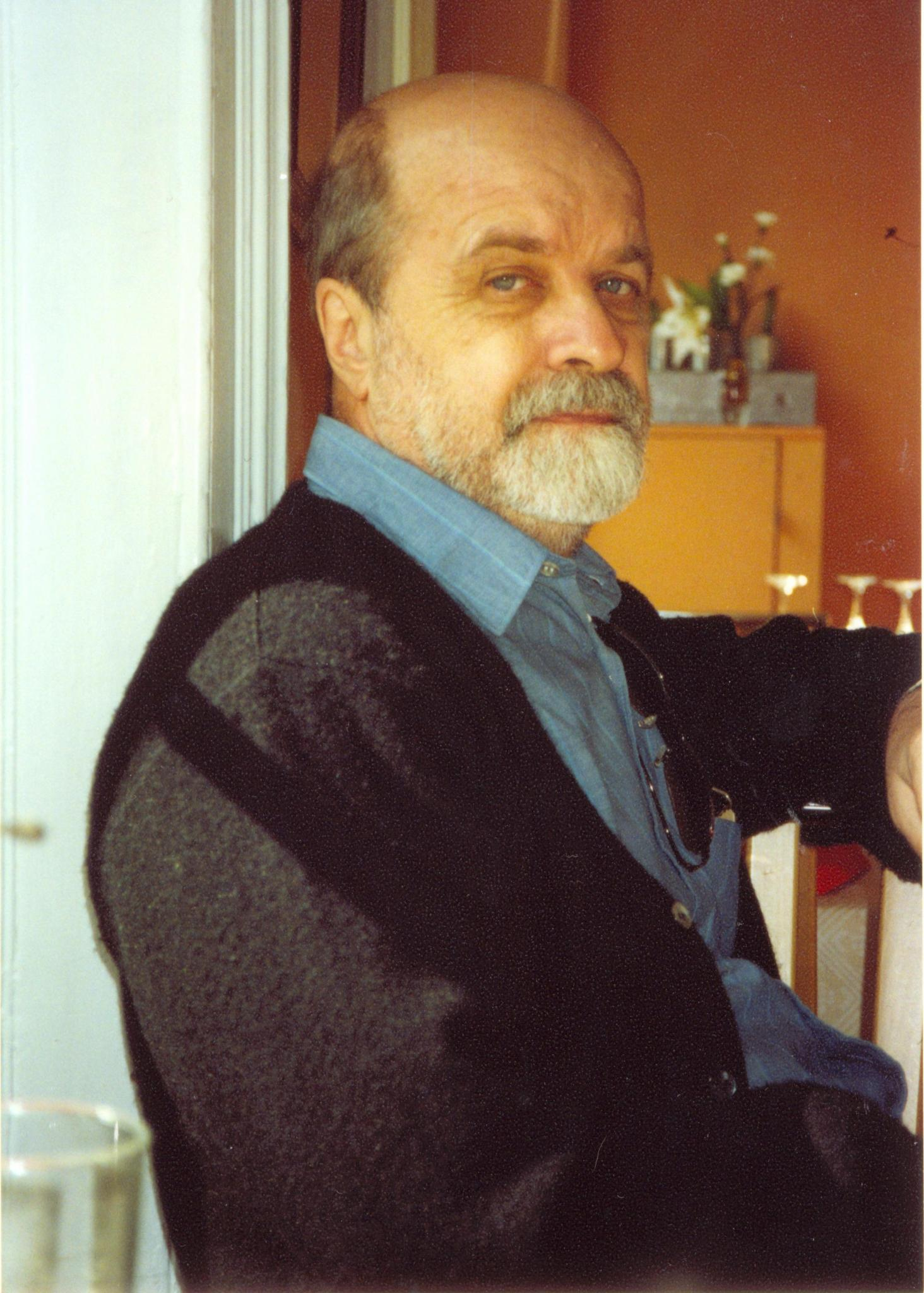
Фёдор Алексеевич Богомолов

Пусть {\displaystyle X} — компактное кэлерово многообразие, {\displaystyle K_{X}=\Lambda ^{\dim X}T^{*}X} — его каноническое расслоение, и {\displaystyle c_{1}(K_{X})=0\in H^{2}(X,\mathbb {R} )}. Тогда существует конечное накрытие {\displaystyle {\widetilde {X}}\to X} такое, что имеет место голоморфный изоморфизм {\displaystyle {\widetilde {X}}=T\times \prod _{j}Y_{j}\times \prod _{k}Z_{k}}, где:
- {\displaystyle T} — комплексный тор,
- {\displaystyle Y_{j}} — строгие многообразия Калаби — Яу, то есть многообразия с тривиальным каноническим классом такие, что {\displaystyle h^{0,0}(Y_{j})=h^{\dim Y_{j},0}(Y_{j})=1} и {\displaystyle h^{p,0}(Y_{j})=0} при {\displaystyle 0<p<\dim Y_{j}}.
- {\displaystyle Z_{k}} — неприводимые голоморфно симплектические многообразия, то есть многообразия, допускающие нигде не вырожденную замкнутую голоморфную 2-форму такие, что {\displaystyle h^{q,0}(Z_{k})=1} при чётном {\displaystyle q} и {\displaystyle h^{q,0}(Z_{k})=0} при нечётном для {\displaystyle 0\leqslant q\leqslant \dim Z_{k}}.

Здесь {\displaystyle h^{r,s}} — числа Ходжа, размерности пространств классов когомологий де Рама, представимых формами ходжева типа {\displaystyle (r,s)}.

## История
Ранняя версия теоремы о разложении, в которой не проводилось различение между многообразиями Калаби — Яу и голоморфно симплектическими многообразиями и утверждалось лишь существование конечного накрытия, расщепляющегося в произведение комплексного тора и односвязных многообразий с тривиальными каноническими расслоениями, была доказана Калаби в предположении гипотезы его имени в 1957 году. Гипотеза Калаби была доказана Яу в 1977—1978 годах.
Оригинальное доказательство Богомолова, изложенное в серии статей 1973 и 1974 года, не использовало теоремы Калаби — Яу. Оно однако опирается на следующее сложное утверждение:
Лемма. Пусть {\displaystyle M} — односвязное компактное кэлерово многообразие с тривиальным каноническим расслоением, и {\displaystyle E\subset TM} — подпучок ранга {\displaystyle m}, старшая внешняя степень которого {\displaystyle \Lambda ^{m}E} также является тривиальным расслоением. Тогда существует разложение {\displaystyle M=Q\times R}, причём {\displaystyle TQ=E}.
Без предположения о тривиальности старшей внешней степени рассматриваемого подпучка это чрезвычайно трудный вопрос, до сих пор до конца не решённый. Как именно это предположение помогает доказательству, до конца не ясно (хотя с ним утверждение становится верным, хотя бы потому что само следует из теоремы Богомолова).
После решения Яу гипотезы Калаби полностью строгое доказательство теоремы Богомолова стало широко известным среди специалистов. Формально оно было опубликовано в статье Бовиля 1983 года Variétés Kähleriennes dont la première classe de Chern est nulle, в связи с чем теорема иногда называется «теоремой Бовиля — Богомолова» или «Бовиля — Богомолова — Калаби». Кроме того, Бовиль исправил существенную ошибку Богомолова: в статье 1978 года Гамильтоновы кэлеровы многообразия Богомолов представил существенное усиление теоремы о разложении, согласно которому всякое неприводимое голоморфно симплектическое многообразие (как они называются у Богомолова, примитивное гамильтоново многообразие) есть K3-поверхность. Бовиль заметил, что контрпримером к этому утверждению может служить схема Гильберта нульмерных подсхем на K3-поверхности. Из этого наблюдения вырос обширный раздел комплексной геометрии, называемый голоморфно симплектической, или же гиперкэлеровой, геометрией.
В то же время, решение Яу гипотезы Калаби использует трудные техники теории уравнений в частных производных, в то время как доказательство Богомолова намного более геометрично по своей сути. 

## Набросок доказательства
Согласно решённой Яу гипотезе Калаби, компактное кэлерово многообразие, вещественный класс Черна канонического расслоения которого нулевой, допускает риччи-плоскую кэлерову метрику. Её голономия лежит в специальной унитарной группе {\displaystyle \mathrm {SU} (n)}; по теореме де Рама о разложении универсальное накрытие этого многообразия распадается в произведение {\displaystyle \mathbb {C} ^{k}\times \prod X_{i}}, где {\displaystyle X_{i}} — односвязные компактные кэлеровы многообразия с неприводимой группой голономии, лежащей в {\displaystyle \mathrm {SU} (n)}. В частности, эти многообразия сами риччи-плоские; из теоремы Чигера — Громолла следует, что они компактны, и поскольку у симметрического кэлерова многообразия кривизна Риччи строго положительна, эти многообразия не являются локально симметрическими, так что их группа голономии — одна из групп в таблице Берже. Из этих групп в {\displaystyle \mathrm {SU} (n)} могут содержаться только группы {\displaystyle \mathrm {SU} (m)} и {\displaystyle \mathrm {Sp} (2m)} (группе унитарных преобразований кватернионного пространства, или, что то же самое, группа эрмитовых преобразований, сохраняющих невырожденную комплексную кососимметрическую 2-форму); они соответствуют строгим многообразиям Калаби — Яу и неприводимым голоморфно симплектическим многообразиям: в самом деле, согласно принципу Бохнера на кэлеровых многообразиях с нулевой кривизной Риччи голоморфные тензоры параллельны, так что сечения из {\displaystyle H^{p,0}}, голоморфные {\displaystyle p}-формы, параллельны и даются инвариантными векторами в {\displaystyle p}-той внешней степени представления группы голономии на кокасательном пространстве, в данном случае котавтологического представления группы {\displaystyle \mathrm {SU} (m)} или {\displaystyle \mathrm {Sp} (2m)}. В первом случае инвариантный вектор существует только при {\displaystyle p=0}, когда внешняя степень тривиальна, и {\displaystyle p=m}, когда инвариантный вектор даётся комплексной формой объёма. Во втором всякий инвариантный вектор пропорционален {\displaystyle \Omega \wedge \Omega \dots \Omega =\Omega ^{\wedge p}}, где {\displaystyle \Omega } — комплексная 2-форма, сохраняемая группой {\displaystyle \mathrm {Sp} (2m)}.
Осталось доказать существование конечного накрытия, после которого отщепляются эти компактные односвязные факторы. Обозначим их произведение за {\displaystyle M}, значит, фундаментальная группа {\displaystyle \pi _{1}(X)} действует на {\displaystyle \mathbb {C} ^{k}\times M}. Заметим, что группа автоморфизмов {\displaystyle M} дискретна: иначе бы имелось действие на {\displaystyle M} голоморфного векторного поля, которое в силу вышеупомянутого принципа Бохнера должно быть параллельным. Тем самым, в тавтологическом представлении групп {\displaystyle \mathrm {SU} (m)} или {\displaystyle \mathrm {Sp} (2m)} имелся бы инвариантный вектор, что абсурдно. Из единственности разложения де Рама следует, что действие фундаментальной группы на универсальном накрытии сохраняет его разложение {\displaystyle \mathbb {C} ^{k}\times M}, иными словами всякому элементу {\displaystyle u\in \pi _{1}(X)} соответствуют преобразования {\displaystyle u_{1}\colon \mathbb {C} ^{k}\to \mathbb {C} ^{k}} и {\displaystyle u_{2}\colon M\to M}. Пусть {\displaystyle \Gamma \subset \pi _{1}(X)} есть ядро отображения {\displaystyle u\mapsto u_{2}}; оно свободно действует на {\displaystyle \mathbb {C} ^{k}}, сохраняя эрмитову метрику, а фактор {\displaystyle \mathbb {C} ^{k}} по этому действию компактен. По теореме Бибербаха о кристаллографических группах, её подгруппа {\displaystyle \Gamma '\subset \Gamma }, состоящая из параллельных переносов, имеет в {\displaystyle \Gamma } конечный индекс. Стало быть {\displaystyle \mathbb {C} ^{k}/\Gamma '} есть компактный фактор аффинного пространства по группе, состоящей из параллельных переносов, то есть комплексный тор {\displaystyle T}; произведение {\displaystyle T\times M=T\times \prod Y_{i}\times \prod Z_{j}} конечнолистно накрывает {\displaystyle X}, что и требовалось.

## Следствия и обобщения
Из разложения Богомолова непосредственно следует, что фундаментальная группа компактного кэлерова многообразия с плоским каноническим расслоением устроена очень просто, а именно отображается в свободную абелеву группу с конечным ядром. Фундаментальные группы произвольных компактных кэлеровых многообразий могут быть устроены куда сложнее.
Кампана, Демайи и Петернел исследовали обобщение теоремы Богомолова о разложении для случая многообразий с эрмитово полуположительным антиканоническим расслоением (то есть допускающим гладкую эрмитову связность, кривизна которой есть полуположительная форма). К блокам из теоремы Богомолова в их теореме добавятся некоторые классы рационально связных многообразий.
Существуют также частичные обобщения теоремы Богомолова для особых многообразий, например с klt-особенностями. Имея своим ядром исследования многообразий с алгебраическими слоениями, они показывают важность геометрических идей, лежащих в основании доказательства Богомолова.